# Младен Статев
Младен Георгиев Статев е български хоров диригент и педагог. Бил е ръководител на оркестъра при ансамбъла за Народни песни и танци при читалище „Кирил и Методий“ – гр. Попово.

## Биография
Роден е на 22 септември 1913 г. в с. Кардам, Поповско. През 1933 г. завършва Мъжкото педагогическо училище в гр. Шумен. В това училище получава музикалната си подготовка по инструмент цигулка. Концертмайстор е на ученическия симфоничен оркестър. Продължава подготовката си по цигулка при известните за времето си преподаватели – Христо Петков (цигулар), Ст. Стоянов и Петър Христосков. Оркестрант е в симфоничните оркестри на Варна и Шумен през периода 1946 – 1952 г. В края на тридесетте години на XX век се запознава с големия и изтъкнат наш хоров диригент Бончо Бочев, който пише предговора към издадената от него книга и от когото се учи. В продължение на 25 г. се отдава на основания от него детски хор, който е под шефството на хор „Бодра смяна“. Хорът участва редовно във всички прегледи на художествената самодейност и бележи успехи. През 1950 г. изпълнява музикална програма пред Радио София (регионално радио). През 1964 г. издава книгата си „Моят пионерски хор“, която е преведена и на немски език  Успоредно с това продължава да практикува професията си на учител.
„...Като начинаещ учител ще го видим не само на концерт, но и на музикално-педагогически курсове, на учителски конференции, където изнася показни уроци, на детски хорови концерти, на репетиции при хорови диригенти, с които е успял да се свърже...“ из предговора на книгата написан от народния артист Бончо Бочев, диригент на хор „Бодра смяна“
За целокупната си музикално-педагогическа работа Младен Статев е награден със значка „Отличник по Народната Просвета“ 24.05.1953 г. и орден Св. св. Кирил и Методий (орден) 2-ра ст. с указ № 615 29.12.1959 г.
Почива през 1979 г. в родното си с. Кардам, където има улица кръстена на неговото име.